# Winnebago County (Wisconsin)
Winnebago County je okres ve státě Wisconsin v USA. K roku 2010 zde žilo 166 994 obyvatel. Správním městem okresu a zároveň jeho největším sídlem je Oshkosh. Celková rozloha okresu činí 1500 km². Název pochází z algonkinského jazyka a znamená lidé žijící u smrdící vody, což by mohlo odkazovat na sirné prameny.

## Sousední okresy
| Růžice kompasu | Waupaca County   |                              | Outagamie County | Růžice kompasu |
| Růžice kompasu | Waushara County  | Sever                        | Calumet County   | Růžice kompasu |
| Růžice kompasu | Waushara County  | Winnebago County (Wisconsin) | Calumet County   | Růžice kompasu |
| Růžice kompasu | Waushara County  | Jih                          | Calumet County   | Růžice kompasu |
| Růžice kompasu | Green Lake Count | Fond du Lac County           |                  | Růžice kompasu |